# Fluch des Crucible
Der Fluch des Crucible (engl.: Crucible curse oder The curse of the Crucible) bezeichnet den Umstand, dass im Snooker bisher kein Weltmeister seinen ersten Titel im folgenden Jahr verteidigen konnte, nachdem die Snookerweltmeisterschaft 1977 ins Crucible Theatre in Sheffield verlegt worden war. Der letzte Spieler, der seinen ersten Titel verteidigen konnte, war John Pulman 1964, als die Weltmeisterschaft noch in sogenannten Challenge Matches entschieden wurden.

## Im Crucible
Die folgenden Weltmeister konnten ihren ersten Titel im nächsten Jahr nicht verteidigen. Von den 20 Spielern, die ihren ersten Weltmeisterschaftstitel im Crucible Theatre gewonnen haben, haben acht ihr erstes Match als Titelverteidiger verloren (Terry Griffiths 1980, Steve Davis 1982, Dennis Taylor 1986, Graeme Dott 2007, Neil Robertson 2011, Stuart Bingham 2016, Luca Brecel 2024 und Kyren Wilson 2025). Nur zwei Spieler konnten das Finale erreichen (Joe Johnson 1987 und Ken Doherty 1998). Spieler, die die Ersttitelverteidiger aus dem Turnier geworfen haben, werden scherzhaft „Hüter des Fluchs“ genannt.
| Jahr | Titelverteidiger  | ausgeschieden im/in | Ergebnis | Gegner           |
| ---- | ----------------- | ------------------- | -------- | ---------------- |
| 1980 | Terry Griffiths   | Achtelfinale        | 10:13    | Steve Davis      |
| 1981 | Cliff Thorburn    | Halbfinale          | 10:16    | Steve Davis      |
| 1982 | Steve Davis       | Runde 1             | 1:10     | Tony Knowles     |
| 1986 | Dennis Taylor     | Runde 1             | 6:10     | Mike Hallett     |
| 1987 | Joe Johnson       | Finale              | 14:18    | Steve Davis      |
| 1991 | Stephen Hendry    | Viertelfinale       | 11:13    | Steve James      |
| 1992 | John Parrott      | Viertelfinale       | 12:13    | Alan McManus     |
| 1998 | Ken Doherty       | Finale              | 12:18    | John Higgins     |
| 1999 | John Higgins      | Halbfinale          | 10:17    | Mark J. Williams |
| 2001 | Mark J. Williams  | Achtelfinale        | 12:13    | Joe Swail        |
| 2002 | Ronnie O’Sullivan | Halbfinale          | 13:17    | Stephen Hendry   |
| 2003 | Peter Ebdon       | Viertelfinale       | 12:13    | Paul Hunter      |
| 2006 | Shaun Murphy      | Viertelfinale       | 7:13     | Peter Ebdon      |
| 2007 | Graeme Dott       | Runde 1             | 7:10     | Ian McCulloch    |
| 2011 | Neil Robertson    | Runde 1             | 8:10     | Judd Trump       |
| 2015 | Mark Selby        | Achtelfinale        | 9:13     | Anthony McGill   |
| 2016 | Stuart Bingham    | Runde 1             | 9:10     | Ali Carter       |
| 2020 | Judd Trump        | Viertelfinale       | 9:13     | Kyren Wilson     |
| 2024 | Luca Brecel       | Runde 1             | 9:10     | David Gilbert    |
| 2025 | Kyren Wilson      | Runde 1             | 9:10     | Lei Peifan       |

## Vor dem Crucible
Die einzigen Weltmeister, die ihren ersten Titel verteidigen konnten, sind Joe Davis 1928, Fred Davis 1949 und John Pulman im ersten Challenge Match 1964.
Ray Reardon, Alex Higgins und John Spencer sind die einzigen Spieler, die sowohl vor als auch während der Crucible-Ära die Weltmeisterschaft gewannen. Dabei konnten alle drei weder ihren ersten Weltmeisterschaftstitel noch ihren ersten Crucible-Titel im Folgejahr verteidigen.
| Jahr | Titelverteidiger | ausgeschieden im/in | Ergebnis | Gegner         |
| ---- | ---------------- | ------------------- | -------- | -------------- |
| 1970 | John Spencer     | Halbfinale          | 33:37    | Ray Reardon    |
| 1971 | Ray Reardon      | Halbfinale          | 15:34    | John Spencer   |
| 1973 | Alex Higgins     | Halbfinale          | 9:23     | Eddie Charlton |